# Lac Loreto
Le lac Loreto (en espagnol lago Loreto) est un lac de cratère situé au centre de l'île volcanique de Bioko, en Guinée équatoriale, à quarante kilomètres au sud de Malabo et à une dizaine de kilomètres à l'ouest de Riaba. Il se trouve à environ 1 350 mètres d'altitude.